# Ver-sur-Mer
Ver-sur-Mer és un municipi francès situat al departament de Calvados i a la regió de Normandia. L'any 2007 tenia 1.537 habitants.

## Demografia

### Població
El 2007 la població de fet de Ver-sur-Mer era de 1.537 persones. Hi havia 616 famílies de les quals 145 eren unipersonals (47 homes vivint sols i 98 dones vivint soles), 240 parelles sense fills, 192 parelles amb fills i 39 famílies monoparentals amb fills.
La població ha evolucionat segons el següent gràfic:
Habitants censats

### Habitatges
El 2007 hi havia 1.051 habitatges, 641 eren l'habitatge principal de la família, 390 eren segones residències i 19 estaven desocupats. 1.030 eren cases i 14 eren apartaments. Dels 641 habitatges principals, 546 estaven ocupats pels seus propietaris, 90 estaven llogats i ocupats pels llogaters i 5 estaven cedits a títol gratuït; 3 tenien una cambra, 16 en tenien dues, 77 en tenien tres, 174 en tenien quatre i 372 en tenien cinc o més. 527 habitatges disposaven pel capbaix d'una plaça de pàrquing. A 302 habitatges hi havia un automòbil i a 297 n'hi havia dos o més.

### Piràmide de població
La piràmide de població per edats i sexe el 2009 era:
| Homes | Edats   | Dones |
| ----- | ------- | ----- |
| 0     | 95 o +  | 8     |
| 0     | 90 a 94 | 0     |
| 4     | 85 a 89 | 4     |
| 8     | 80 a 84 | 8     |
| 16    | 75 a 79 | 48    |
| 56    | 70 a 74 | 44    |
| 52    | 65 a 69 | 52    |
| 36    | 60 a 64 | 52    |
| 16    | 55 a 59 | 24    |
| 28    | 50 a 54 | 36    |
| 40    | 45 a 49 | 52    |
| 64    | 40 a 44 | 44    |
| 64    | 35 a 39 | 60    |
| 24    | 30 a 34 | 52    |
| 24    | 25 a 29 | 16    |
| 4     | 20 a 24 | 24    |
| 48    | 15 a 19 | 68    |
| 56    | 10 a 14 | 40    |
| 44    | 5 a 9   | 40    |
| 36    | 0 a 4   | 28    |

## Economia
El 2007 la població en edat de treballar era de 924 persones, 632 eren actives i 292 eren inactives. De les 632 persones actives 575 estaven ocupades (314 homes i 261 dones) i 57 estaven aturades (21 homes i 36 dones). De les 292 persones inactives 136 estaven jubilades, 66 estaven estudiant i 90 estaven classificades com a «altres inactius».

### Ingressos
El 2009 a Ver-sur-Mer hi havia 687 unitats fiscals que integraven 1.635,5 persones, la mediana anual d'ingressos fiscals per persona era de 20.743 €.

### Activitats econòmiques
Dels 55 establiments que hi havia el 2007, 2 eren d'empreses alimentàries, 2 d'empreses de fabricació d'altres productes industrials, 10 d'empreses de construcció, 7 d'empreses de comerç i reparació d'automòbils, 1 d'una empresa de transport, 7 d'empreses d'hostatgeria i restauració, 1 d'una empresa financera, 6 d'empreses immobiliàries, 11 d'empreses de serveis, 6 d'entitats de l'administració pública i 2 d'empreses classificades com a «altres activitats de serveis».
Dels 20 establiments de servei als particulars que hi havia el 2009, 1 era una oficina d'administració d'Hisenda pública, 1 oficina de correu, 1 taller de reparació d'automòbils i de material agrícola, 2 paletes, 2 guixaires pintors, 3 fusteries, 4 lampisteries, 1 perruqueria, 1 veterinari, 3 restaurants i 1 agència immobiliària.
Dels 4 establiments comercials que hi havia el 2009, 1 era una botiga de més de 120 m², 1 una botiga de menys de 120 m² i 2 carnisseries.
L'any 2000 a Ver-sur-Mer hi havia 9 explotacions agrícoles que ocupaven un total de 600 hectàrees.

## Equipaments sanitaris i escolars
L'únic equipament sanitari que hi havia el 2009 era una farmàcia.
El 2009 hi havia una escola elemental.

## Poblacions més properes
El següent diagrama mostra les poblacions més properes.